# Tachydromia halterata
Tachydromia halterata är en tvåvingeart som först beskrevs av Collin 1926.  Tachydromia halterata ingår i släktet Tachydromia och familjen puckeldansflugor. Inga underarter finns listade i Catalogue of Life.